# Rybák černozobý
Rybák černozobý (Gelochelidon nilotica dříve též Sterna nilotica) je velký druh rybáka, dosahující téměř velikosti racka chechtavého. Od ostatních druhů rybáků se liší kratším, černým zobákem. Je téměř kosmopolitní – hnízdí v Evropě, Severní i Jižní Americe, západní, střední a jihovýchodní Asii, severní a východní Africe a v Austrálii. Evropští ptáci zimují v Africe. Vzácně zaletuje do České republiky, kde byl dosud zjištěn nejméně osmkrát.

## Popis

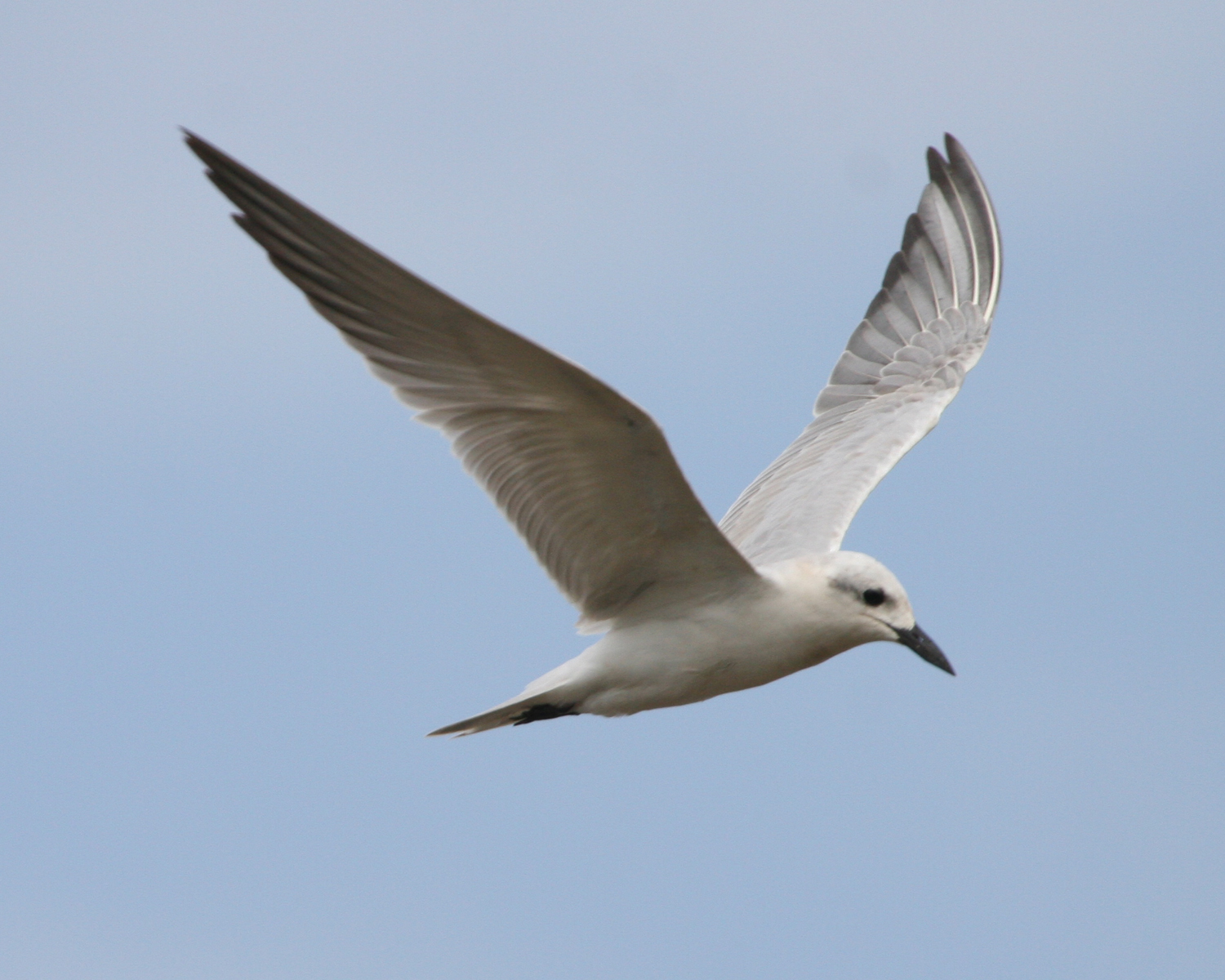
Dospělý pták v prostém zimním šatu

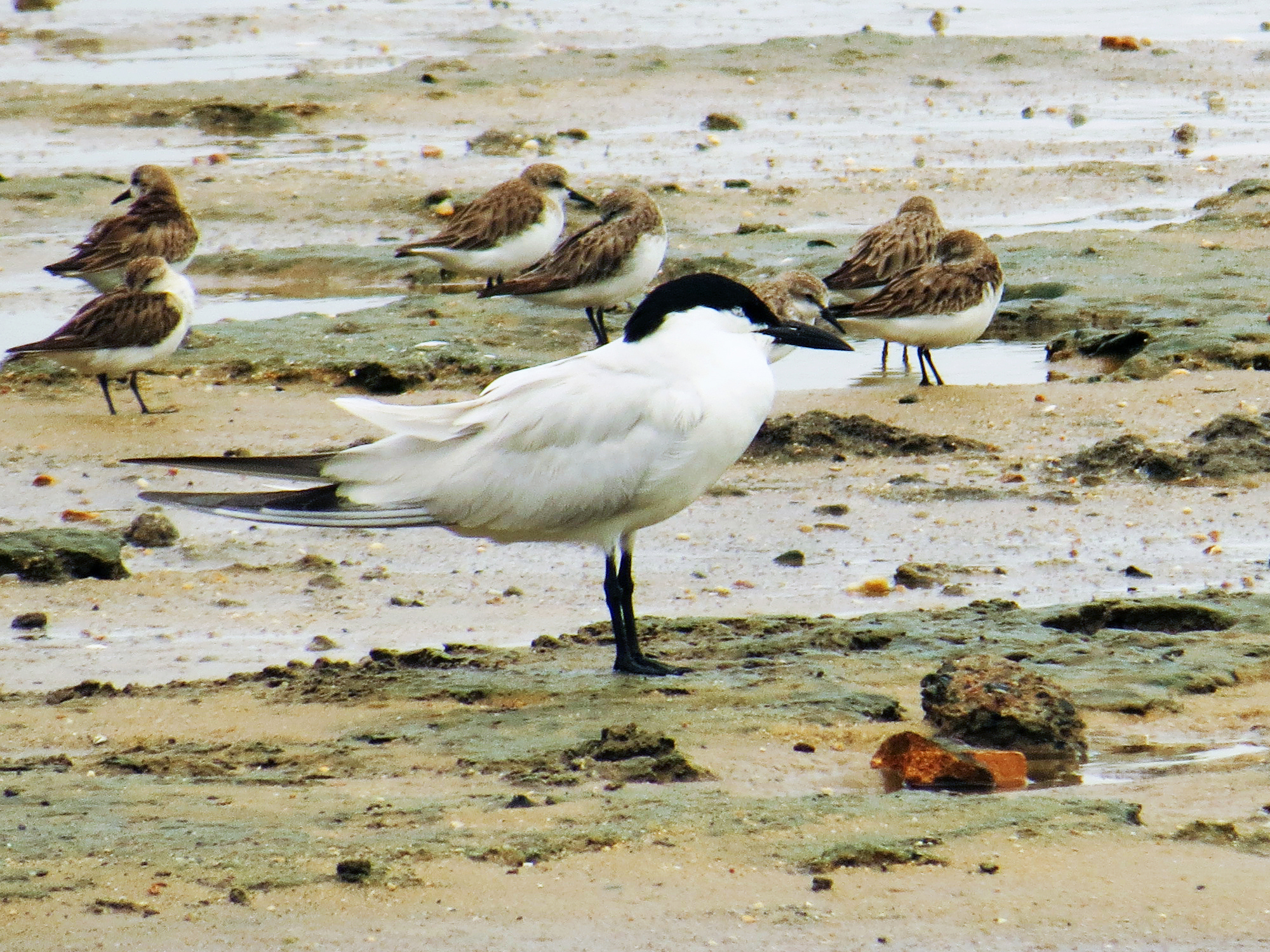
Rybák černozobý s jespáky rudokrkými

Rybák černozobý je poměrně velký a silný druh rybáka, velikostí i vzhledem se nejvíce podobá rybáku severnímu, avšak zobákem, křídly a dlouhýma nohama připomíná spíše racka. Celková délka těla se pohybuje od 33 do 42 cm, rozpětí je 76 až 91 cm. Tělesná hmotnost se pohybuje v rozmezí 150 až 292 g. V průběhu roku mění tento druh dva šaty; prostý a svatební. V letním, tedy svatebním, šatu má dospělý jedinec šedou horní část těla, naopak dolní část těla je čistě bílá. Na hlavě má černou čepičku a černé nohy (které jsou stejné i v zimním období). Prostý zimní šat je především světle šedivý, mizí i černá čepička. Ptáci v jednoduchém zimním šatu se podobají hlavně rybákům Fosterovým. Šat mláďat se podobá prostému šatu dospělých, ale temeno a týl zdobí hnědé proužky a mají i tmavé skvrny na koncích rýdovacích per. Zobák oranžový s černou špičkou, nohy masové až tmavě červenošedé.

## Poddruhy
Obecně bývá popisováno šest poddruhů rybáka černozobého:
- Gelochelidon nilotica nilotica – rybák černozobý euroasijský: obývá Evropu, severní Afriku a jih střední Asie až po západní Čínu a Thajsko.
- Gelochelidon nilotica affinis – rybák černozobý čínský: žije v Japonsku, na jihu a východě Číny, na Filipínách, Borneu, Sulawesi a Sumatře.
- Gelochelidon nilotica macrotarsa: obývá Austrálii.
- Gelochelidon nilotica aranea: žije ve východní a jižní části USA, taktéž na Velkých Antilách.
- Gelochelidon nilotica vanrossemi: obývá jižní Kalifornii je severozápadní Mexiko
- Gelochelidon nilotica gronvoldi: areál jejich rozšíření zahrnuje Francouzskou Guyanu a severovýchodní Argentinu.

## Ekologie
Tento druh se rozmnožuje v koloniích v blízkosti sladkovodních i slaných jezer, močálů a pobřeží. Kolonie čítají od 5 až do 50 párů, existují ale záznamy i o koloniích s 1000 párů. V takových případech ale většinou hnízdí více druhů dohromady, například rybáci černozobí a racci chechtaví. Hnízdo je mělký důlek v zemi, do kterého samička snese 2 až 5 vajec. Následně se oba rodiče po dobu 22 až 23 dní střídají v inkubací vajec. Mláďata hnízdo poprvé opouští již 1 až 4 dny po narození, létat se učí ve věku 28 až 35 dnů. Rybáci černozobí se mohou dožít až 15 let.

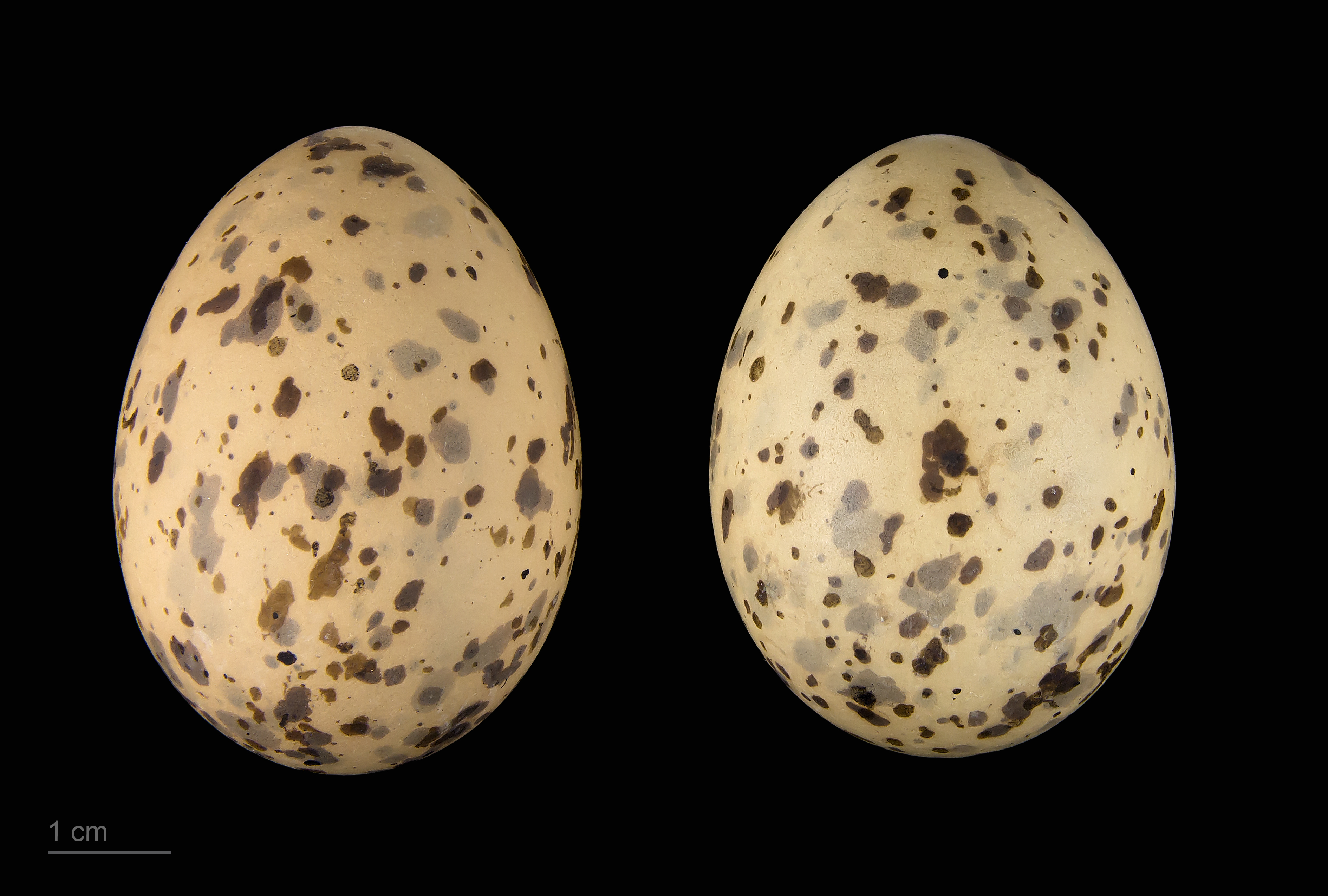
Vejce rybáka černozobého (Gelochelidon nilotica)

Na rozdíl od jiných druhů rybáků, tento se střemhlav nepotápí pro ryby do vody, má také mnohem obsáhlejší jídelníček než jiní rybáci, podobně jako například nody bělostný. Velkou část jejich stravy tvoří hmyz, který loví za letu. Mimo jiné lovi i obojživelníky a drobné savce, také malé ptáky, jejich mláďata nebo požírají i vejce.